# Tölke & Fischer Gruppe
Die Tölke & Fischer Gruppe tauchte erstmals 1925 als Krefelder Reparaturbetrieb Hans Hofmann im Handelsregister auf. Die 600 Mitarbeiter zählende Unternehmensgruppe ist aktuell an den Standorten Krefeld, Willich und Viersen mit den Marken VW, VW Nutzfahrzeuge, Škoda, Audi, Seat, CUPRA, Porsche, Volvo, Ford, Ford Nutzfahrzeuge und Kia vertreten. 

## Geschichte
Im Jahr 1925 wurde der Krefelder Reparaturbetrieb Hans Hofmann erstmals im Handelsregister eingetragen, sieben Jahre später übernahm Hans Hofmann die Vertretung für die Marken Audi und Wanderer der Auto-Union in Krefeld. 
1936 kauften Heinrich Tölke und Ottmar Fischer die Firma Hans Hofmann und machten daraus das Unternehmen Tölke & Fischer. Im Jahr 1939 schloss Tölke & Fischer zum ersten Mal einen Werkstattvertrag mit Volkswagen, doch ehe der Vertrag erfüllt werden konnte, brach der Zweite Weltkrieg aus. 
Nach Ende des Krieges im Jahr 1947 wurde Tölke & Fischer, nach dem Wiederaufbau in Krefeld, einer der ersten VW-Händler im Nachkriegs-Deutschland. Drei Jahre später kamen die Marken Porsche und VW Transporter in das Portfolio von Tölke & Fischer hinzu. Im selben Jahr wurde der noch heute bestehende Hauptsitz gebaut. 1959 reichten die Kapazitäten nicht mehr aus, man entschied sich dazu, eine Gebrauchtwagenhalle zu errichten. In den folgenden Jahren kam es zu einer Erweiterung des Sortiments, wozu auch Sportboote (bis 1973) und Wohnwagen (bis 1983) gehörten. Das wachsende Sortiment führte auch dazu, dass neue Standorte gebaut werden mussten. 
Im Jahr 1967 wurden Autohäuser in Krefeld-Hüls und Krefeld-Gartenstadt errichtet. Diese Expansion setzte sich auch in den kommenden Jahren fort; es folgten ein Neu- und Gebrauchtwagen-Zentrum, jeweils ein VW-, ein Audi- und ein Porsche-Autohaus in Willich-Münchheide sowie Standorte in Süchteln und Dülken. 
Im Jahr 1998 baute Tölke & Fischer dann auch einen eigenen Standort für die Marke Audi in Krefeld, es wurde ein neues Gebäude errichtet. 2011 kam dann noch die Marke Škoda hinzu. Der bislang letzte Neubau wurde im Jahr 2014 eröffnet, die Marke KIA bekam einen eigenen Standort.

## Konzernstruktur
Zur Tölke & Fischer Gruppe gehören die Unternehmen Tölke & Fischer GmbH & Co. KG, Premium Tölke & Fischer Autohandels GmbH & Co. KG, Tölke & Fischer Sportwagen GmbH & Co. KG, Tölke & Fischer Auto Link GmbH & Co. KG und die Mofuma GmbH & Co. KG.